# 偏晶
偏晶（へんしょう:monotectic）は合金などが凝固するときの凝固形態、結晶組織の一つで、液相L1から液相L2と固相αが形成したときにできる結晶である。
偏晶ができるような反応を偏晶反応（monotectic reaction）という。
L1→L2+α
（偏析反応とよく似ている。）
液相がL1とL2に分解するが固相αとなるのはL1だけと偏っているため「偏晶」という。